# New Found Glory (альбом)
New Found Glory — второй полноформатный альбом американской группы New Found Glory. Выпущен 26 сентября 2000 года. 24 июня 2003 года стал золотым по версии RIAA.

## Список композиций
Слова и музыка всех песен — New Found Glory.
| №                   | Название                        | Длительность |
| ------------------- | ------------------------------- | ------------ |
| 1.                  | «Better Off Dead»               | 2:48         |
| 2.                  | «Dressed to Kill»               | 3:28         |
| 3.                  | «Sincerely Me»                  | 2:48         |
| 4.                  | «Hit or Miss»                   | 3:22         |
| 5.                  | «Second to Last»                | 2:44         |
| 6.                  | «Eyesore»                       | 3:46         |
| 7.                  | «Vegas»                         | 2:29         |
| 8.                  | «Sucker»                        | 2:53         |
| 9.                  | «Black and Blue»                | 2:09         |
| 10.                 | «Boy Crazy»                     | 3:19         |
| 11.                 | «All About Her»                 | 3:02         |
| 12.                 | «Ballad for the Lost Romantics» | 3:24         |
| Общая длительность: | Общая длительность:             | 36:20        |

| №                   | Название            | Длительность |
| ------------------- | ------------------- | ------------ |
| 13.                 | «So Many Ways»      | 2:59         |
| Общая длительность: | Общая длительность: | 39:19        |

## Участники записи
- Джордан Пандик — вокал
- Чед Гилберт — гитара, композитор
- Стив Кляйн — ритм-гитара, основной автор текстов
- Иан Грашка — бас-гитара
- Кир Болуки — ударные